# Médaille d'honneur du soldat (Corée du Nord)
La Médaille d'honneur du soldat (en coréen : 전사의 영예 훈장) a été créée le 1er juillet 1950. Cet ordre est une récompense militaire de la Corée du Nord décernée aux soldats et aux guérilleros pour leur bravoure au combat ou pour leur commandement de troupes. Conçue sur le modèle de l'Ordre de la guerre patriotique soviétique, elle est décernée selon les mêmes critères que celui-ci. La RPDC accorde une pension de 50 % à tout soldat atteint d'une invalidité permanente à la suite d'une action qui lui a valu de recevoir cet ordre.
Il existe deux grades, la 1re classe et la 2e classe.
Pendant la guerre de Corée, 7972 Coréens et 530 Chinois ont reçu la récompense dans sa première classe et 112170 Coréens et 6349 Chinois dans sa deuxième classe.